# Ariobàrzanes de la Pèrsida
Ariobàrzanes (en grec antic: Ἀριοϐαρζάνης) era sàtrapa de la Pèrsida abans del 331 aC. Va fugir després de la batalla de Gaugamela (331 aC) amb la intenció de protegir les Portes Perses, un pas que Alexandre el Gran havia de travessar necessàriament en la seva marxa cap a Persèpolis.
Alexandre no va poder forçar el pas inicialment però al final ho va aconseguir, segons un relat perquè uns presoners van mostrar un camí secret que va permetre als macedonis ocupar unes altures que dominaven la posició dels perses; segons altres relats les altures foren guanyades per la intervenció d'un lici que va descobrir el pas. Llavors el perses van fugir i Ariobarzanes va escapar amb un grapat de cavallers cap a les muntanyes, i la seva sort final és desconeguda. En parlen Flavi Arrià, Diodor de Sicília i Quint Curci Rufus.